# Rivetinus
Rivetinus is een geslacht van hooiwagens uit de familie Agoristenidae.
De wetenschappelijke naam Rivetinus is voor het eerst geldig gepubliceerd door Roewer in 1914. 

## Soorten
Rivetinus omvat de volgende 2 soorten:
- Rivetinus minutus
- Rivetinus vulcanus